# Екип за ликвидиране на опасности
Вижте пояснителната страница за други значения на ЕЛО.
„Екип за ликвидиране на опасности“ или ЕЛО е научнофантастичен комикс и книги-игри. Той е сериализиран в списание „Дъга“, в 13 еп. – от №26 (1986) до №41 (1991). Сценарист е Любомир Чолаков, художник – Димитър Стоянов - Димо. Комиксът остава недовършен.